# William Turner
William Turner (Morpeth, Northumberland; ca. 1508 - Londres; 7 de julio de 1568); ornitólogo y botánico inglés. Es considerado como uno de los padres de la botánica inglesa y uno de los primeros ornitólogos modernos.

## Biografía
William Turner nació hacia 1508, aunque los datos de su nacimiento son poco conocidos. Su padre fue probablemente un teñidor del mismo nombre. Estudió en la Universidad de Cambridge entre 1526 y 1533 donde recibió el bachillerato superior en 1530 y el título universitario en 1533.
Fue miembro (y tesorero senior) del Pembroke College, en Cambridge. Durante su estancia en Cambridge publicó varias obras, incluyendo Libellus de re herbaria, en 1538. Durante buena parte de su tiempo libre se dedicó al estudio detallado de plantas en su hábitat natural y describió varias desconocidas en Inglaterra. Turner sentía un considerable desprecio por las inexactas obras sobre flora anteriores.
En Cambridge, Turner abrazó la Reforma, aparentemente bajo la influencia de Hugh Latimer y Nicholas Ridley.
En 1540 empezó a viajar para predicar hasta que fue arrestado. Tras su liberación fue a Italia a estudiar Medicina, en Ferrara y Bolonia de 1540 a 1542 y fue nombrado médico por una de estas universidades.
Después de terminar sus estudios de Medicina, ejerció como médico del conde de Emden. De vuelta en Inglaterra fue nombrado capellán y médico del duque de Somerset. Su nuevo puesto le permitió ejercer entre la alta sociedad. Tuvo un puesto en la catedral de York en 1550 y fue deán de la catedral de Wells de 1551 a 1553. Cuando María I de Inglaterra accedió al trono y con ella el catolicismo en la corte, Turner marchó al exilio . De 1553 a 1558 vivió en Weissenburg donde ejerció de médico. Se hizo calvinista en esta época, si no antes.
Después de la sucesión de Isabel I de Inglaterra en 1558, Turner volvió a Inglaterra y fue nombrado de nuevo deán de la catedral de Wells de 1560 a 1564. Sus intentos de llegar a un acuerdo entre la iglesia de Inglaterra y las iglesias de Alemania y Suiza le llevaron a la suspensión en 1564.
Turner murió en Londres el 7 de julio de 1568 y fue enterrado en la iglesia parroquial de St. Olave en Hart Street. Una piedra grabada en el muro sudeste de la iglesia le recuerda. Thomas Lever, uno de los predicadores puritanos más famosos de su época, realizó el sermón en su funeral.
William Turner formó parte de una facción no-conformista en la "controversia del vestido" (una disputa iniciada desde el reinado de Eduardo VI que apareció en la Anglicanismo que trataba sobre la forma de vestir pero también sobre la identidad y doctrina de la Reforma) Turner se hizo famoso por obligar a un adúltero a hacer penitencia pública llevando un gorro cuadrado y por enseñarle a su perro a robar estos gorros de las cabezas de los obispos.

## Obra
De forma muy temprana, Turner se interesó por la historia natural y se propuso crear listas fiables de plantas y animales de Inglaterra que publicó como Libellus de re herbaria en 1538.
En 1544, Turner publicó Avium praecipuarum, quarum apud Plinium et Aristotelem mentio est, brevis et succincta historia, que no solo comentaba las aves principales y sus nombres descritas por Aristóteles y Plinio el Viejo sino que también incluía descripciones detalladas y el comportamiento de aves generadas a partir de sus propios conocimientos. Esta obra fue el primer libro impreso dedicado enteramente a las aves.
En 1545, Turner publicó The Rescuynge of the Romishe Fox, y en 1548, The Names of Herbes. En 1551, publicó la primera de las tres partes de su famoso Herbal, en el que se basó su fama como botánico.
A new Herball, wherin are conteyned the names of Herbes... with the properties degrees and naturall places of the same, gathered and made by Wylliam Turner, Physicion unto the Duke of Somersettes Grace es el nombre completo de su gran obra de botánica. La primera parte se publicó en Londres, impreso por Steven Myerdman en 1551), la segunda se publicó en 1562 y la tercera en 1568, ambas en el exilio de Alemania, por Arnold Birckman de Colonia. Estos volúmenes fueron la primera investigación clara y sistemática de las plantas de Inglaterra. La obra contaba con admirables grabados en madera (básicamente copiados de la obra De historia Stirpium de Leonhart Fuchs, 1542) junto con las detalladas observaciones obtenidas por Turner en sus estudios de campo. Al mismo tiempo, Turner incluyó una relación de los "usos y virtudes" de las plantas y en el prefacio admite que tal vez se le acuse de divulgar al público general lo que debería haber quedado reservado a una audiencia profesional. De este modo, por primera vez se disponía de una flora de Inglaterra en lengua vernácula de forma que era posible identificar sin dificultad la mayor parte de las plantas inglesas.
A New Book of Spiritual Physick fue publicado en 1555 y A New Boke on the Natures and Properties of all Wines, fue publicado en 1568, con una intención farmacológica y también incluía Treatise of Triacle.